# 盧卡·米特洛維奇
盧卡·米特洛維奇（1993年3月21日—），塞爾維亞籃球運動員。他現在效力於塞爾維亞籃球甲級聯賽球隊貝爾格萊德游擊隊籃球俱樂部。在2015年NBA選秀中，他被費城76人選中。